# Anthony England
Anthony Wayne England (Indianapolis, 15 mei 1942) is een Amerikaans voormalig ruimtevaarder. England zijn eerste en enige ruimtevlucht was STS-51-F met de spaceshuttle Challenger en vond plaats op 29 juli 1985. Tijdens de missie werd er onderzoek gedaan met het Spacelab.
England werd in 1967 geselecteerd door NASA en ging weer weg in 1972. Hij kwam terug in 1979. In 1988 verliet hij NASA en ging hij als astronaut met pensioen.